# Ostia Antica (distrikt)
 Denne artikel omhandler distriktet Ostia Antica. For andre betydninger af dette, se Ostia.
Ostia Antica er et distrikt i Roms kommune i Italien, fem kilometer fra kysten. Dette distrikt må ikke forveksles med bykvarteret Ostia.

## Historie
I romertiden nåede Ostia Antica op på omkring 75.000 indbyggere i det 2. og 3. århundrede e.v.t. Det begyndte dog langsomt at gå tilbage fra tiden med Konstantin I, og denne tendens blev nævnt af Augustin, da han passerede gennem byen sent i det 4. århundrede. Hans moder, Monica af Hippo, døde på et gæstgiveri her. Digteren Rutilius Claudius Namatianus nævnte manglen på vedligeholdelse af byen i 414. Ostia blev bispesæde så tidligt som i det 3. århundrede med katedralen (titulus) Santa Aurea, som blev rejst over Skt. Monicas grav.
Som århundrederne passerede gik Ostia mere og mere i forfald, men forblev en adgangsvej fra havet til Rom. Saracenske sørøvere var et hyppigt problem, og Slaget ved Ostia blev derfor udkæmpet i 849 ud for kysten. Pave Gregor 4. befæstede den eksisterende borg og gendøbte den Gregoriopolis. I denne periode havde Tiberen ændret strømmens retning, hvorved havnen blev omsluttet af land, og byen blev hovedsageligt brugt til husly for arbejdere ved de nærtliggende saltmøller.
Sent i det 15. århundrede igangsatte biskop Giuliano della Rovere (den senere Pave Julius 2.) genopførslen af hovedkirken og bymurene under ledelse af arkitekten Baccio Pontelli. Borgen Julius II, som også blev genopført, er i dagens Ostia en af de mest populære attraktioner. Borgen blev forladt efter en oversvømmelse i 1587, som hævede voldgravens vandstand, og omdannede det omkringliggende område til en sump.
Borgen og byen blev atter gendannet i det 20. århundrede.